# Chapelle Pointue
La chapelle Pointue est une chapelle catholique de l'île de La Réunion, département d'outre-mer français, dans le sud-ouest de l'océan Indien. Située à Saint-Paul, dans le quartier de Villèle, elle relevait autrefois de l'habitation Desbassayns (domaine de Villèle), une plantation coloniale qui était la propriété de la riche famille Panon Desbassayns de Richemont.
La chapelle est classée monument historique le 12 août 1970, en même temps que l'hôtel de préfecture de Saint-Denis, cela fait d'eux les deux plus anciens monuments historiques de La Réunion.

## Galerie

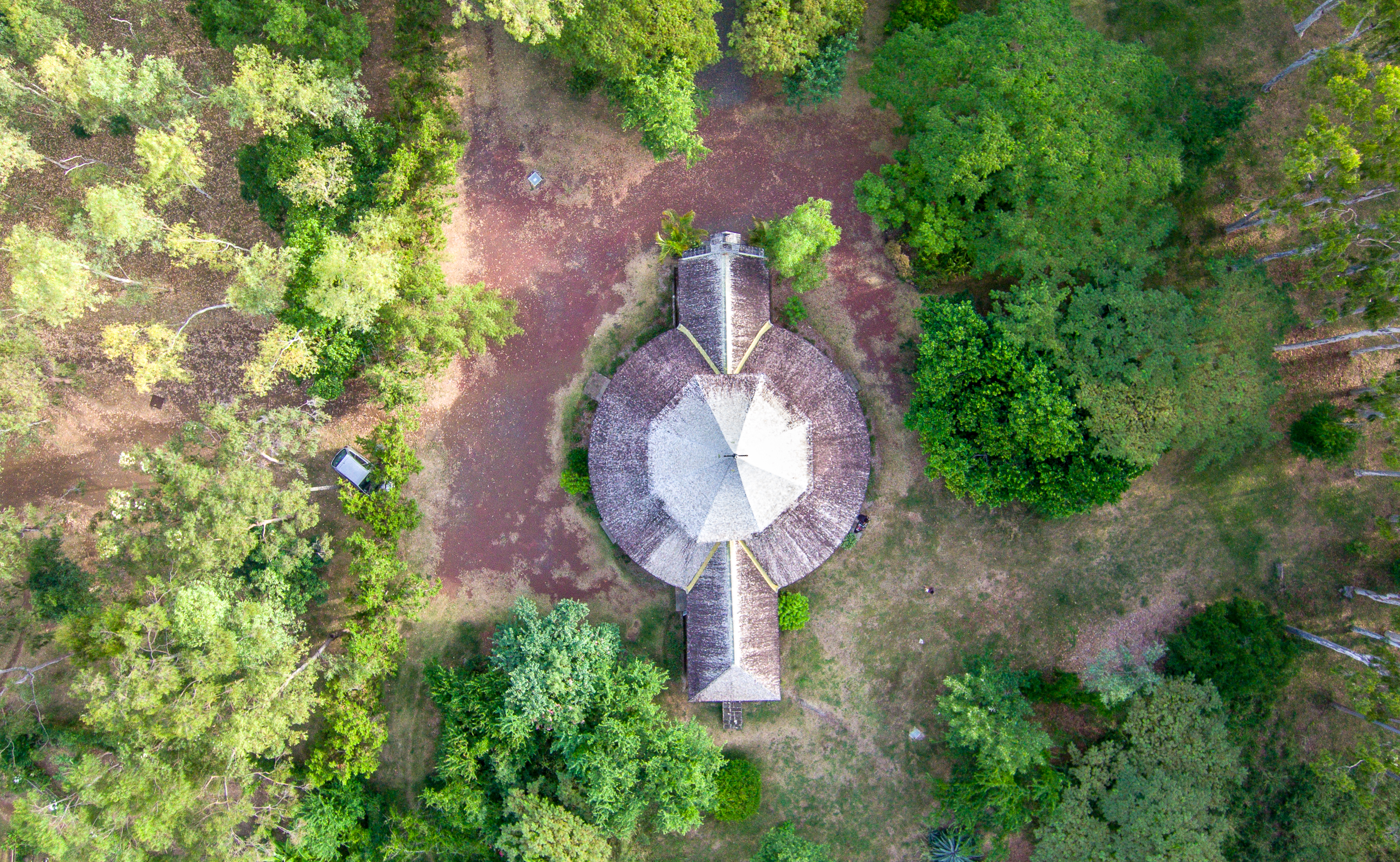
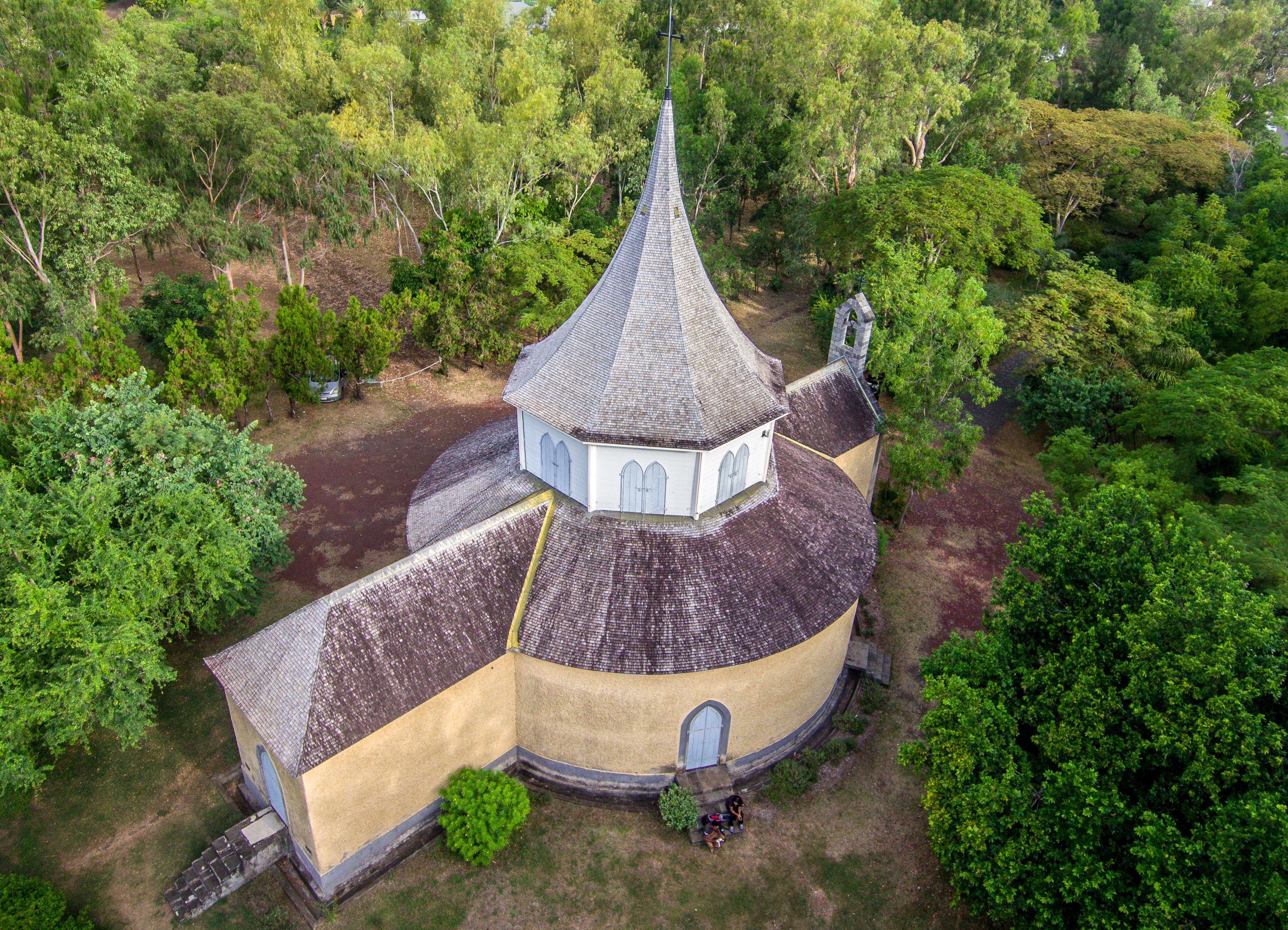
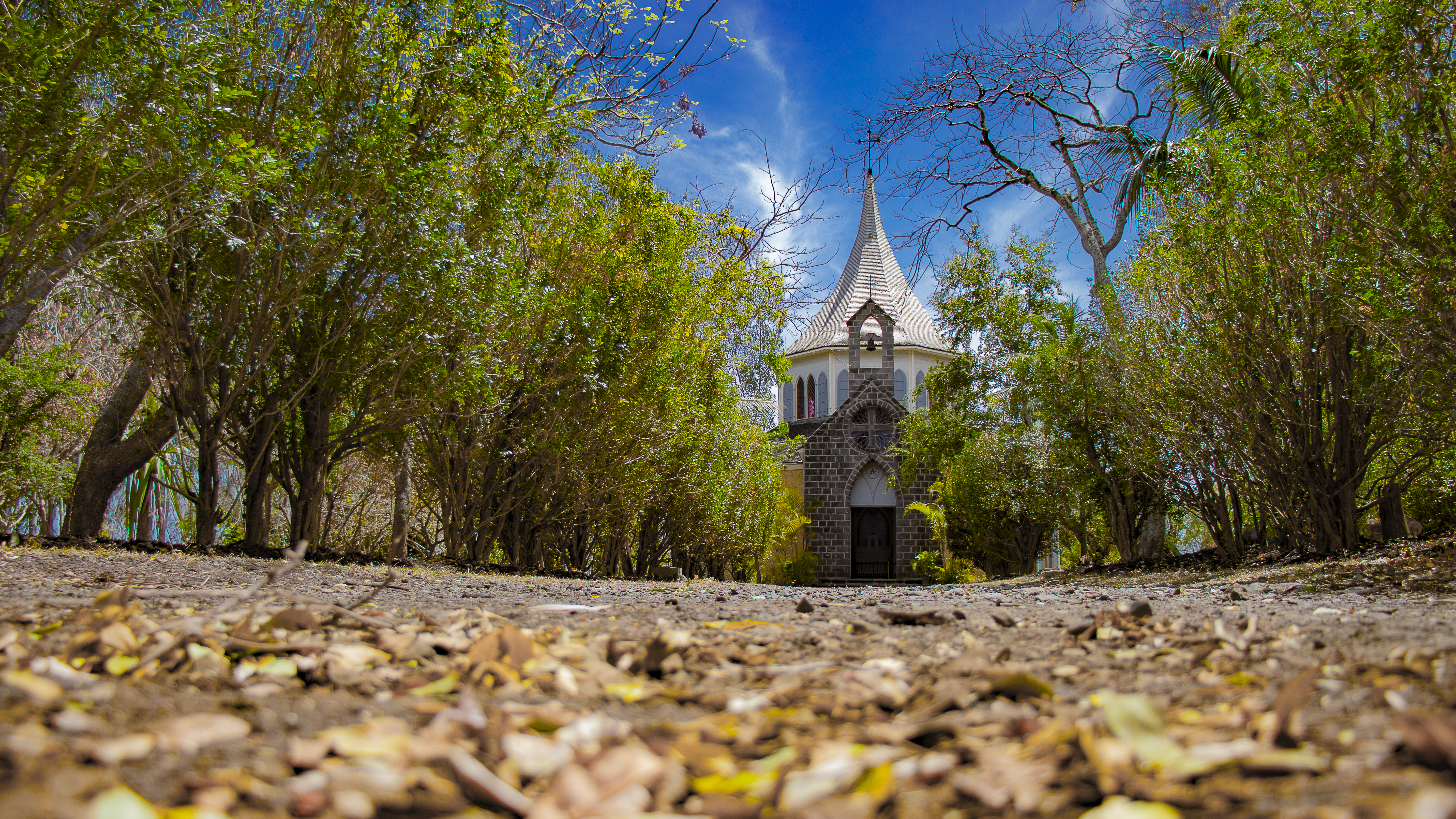
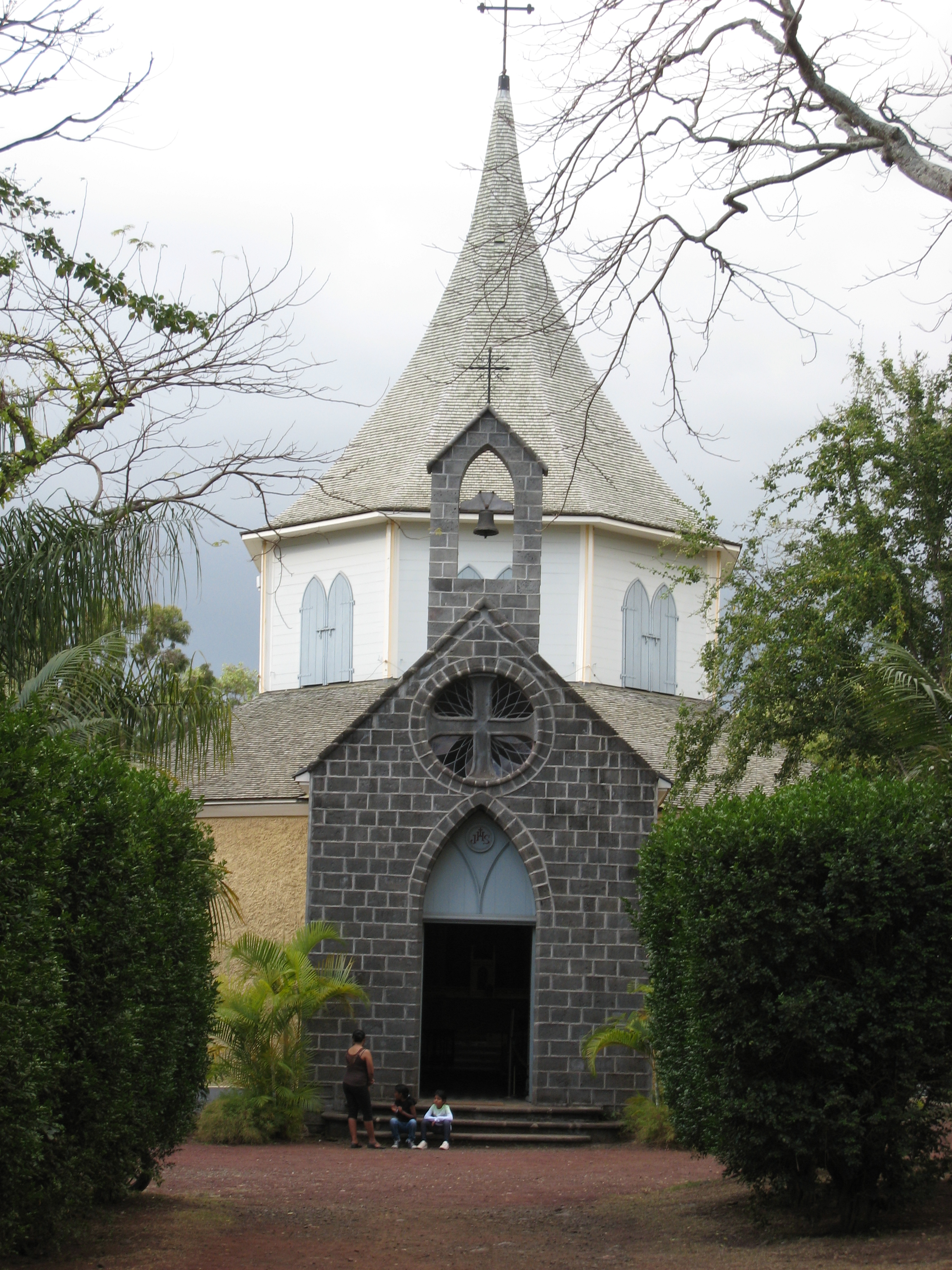
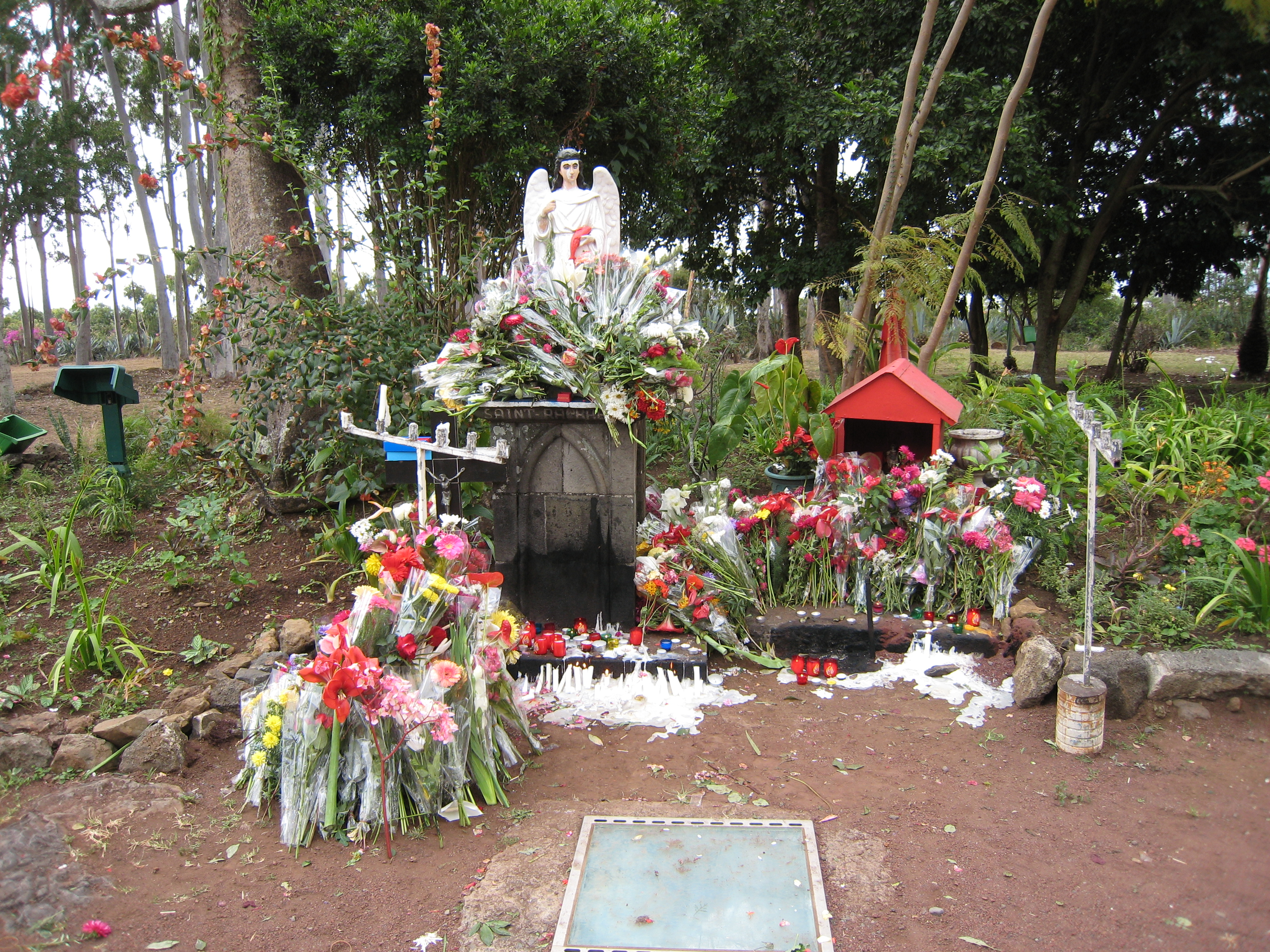

## Historique
Afin de favoriser l'évangélisation des esclaves pour prévenir les révoltes, Ombline Desbassayns, la richissime propriétaire du domaine de Villèle, lance en 1841 la construction de ce lieu de culte dédié à la Vierge et à sainte Ombeline (patronne de sa commanditaire). La chapelle ouvre ses portes en 1843 après avoir été bénie par monseigneur Poncelet.
La tombe de madame Desbassayns y est transférée depuis le cimetière marin de Saint-Paul en 1866, 20 ans après sa mort.
La chapelle contient un décor composé de 24 travées d'arcatures en arc brisé réalisé dans la première moitié du XIXe siècle. Elle abrite un autel en marbre orné d'un bas-relief réalisé par le sculpteur Bousquet originaire de Nantes. La scène représente une déposition de croix.
La chapelle Pointue est détruite par le cyclone de 1932 puis reconstruite et bénie par monseigneur de Beaumont en 1933. Mais la légende raconte que la foudre serait tombée sur la tombe de madame Desbassayns, car celle-ci était cruelle envers ses esclaves.
La chapelle a été restaurée entre juin 2001 et février 2003, car la reconstruction de 1932 n'avait pas permis de la restaurer parfaitement.
Aujourd'hui, la chapelle Pointue se visite dans le cadre d'un circuit proposé par le musée historique de Villèle situé à proximité.

## Reconnaissance patrimoniale
La chapelle est classée monument historique le 12 août 1970,, en même temps que l'hôtel de préfecture de Saint-Denis. Cela fait d'eux les deux plus anciens monuments historiques de La Réunion.